# 伊丽莎白·安东
伊丽莎白·格雷丝·安东（英語：Elizabeth Grace Anton；1998年12月12日—），新西兰女子足球运动员，司职后卫，目前效力于珀斯光荣足球俱乐部和新西兰国家女子足球队。她曾代表新西兰参加2020年夏季奥林匹克运动会女子足球比赛和2023年国际足联女子世界杯等多场国际赛事。